# Danutė Stanelienė
Danutė Stanelienė (Markauskienė) (ur. 20 kwietnia 1922 we wsi Pelucmurgiai w rejonie kalwaryjskim, zm. 8 sierpnia 1994 w Wilnie) – radziecka żołnierka oddziału karabinów maszynowych narodowości litewskiej.

## Życiorys
Do 1935 skończyła 3 klasy szkoły wiejskiej, później pracowała na roli, a od listopada 1940 w drukarni w Kownie. Wyszła za mąż i zmieniła nazwisko na Stanelienė. Po ataku Niemiec na ZSRR została ewakuowana, pracowała w kołchozie w obwodzie kostromskim, a od października 1941 do lutego 1942 w kombinacie w Gorkim. W końcu lutego 1942 ochotniczo wstąpiła do 16 Dywizji Litewskiej w Bałachnie, ukończyła kursy żołnierzy karabinów maszynowych, od grudnia 1942 do maja 1945 uczestniczyła w wojnie ZSRR z Niemcami w składzie 167 pułku piechoty. Walczyła na Froncie Briańskim (grudzień 1942-marzec 1943), Centralnym (marzec-lipiec 1943), Kalinińskim (październik 1943), 1 (październik 1943-lipiec 1944 i sierpień 1944-luty 1945) i 2 Froncie Nadbałtyckim (lipiec-sierpień 1944 i luty-kwiecień 1945) i Froncie Leningradzkim (kwiecień-maj 1945), m.in. w składzie 13 Gwardyjskiego Korpusu Piechoty 2 Gwardyjskiej Armii w stopniu sierżanta.
Brała udział w operacji małoarchangielskiej, bitwie pod Kurskiem, operacji orłowskiej i newelsko-gorodokskiej, operacji połockiej, rzeczycko-dwinskiej, ryskiej i memelskiej i blokadzie kurlandzkiego zgrupowania wojsk przeciwnika. 15 lipca 1943 została ciężko ranna i do jesieni 1943 leczyła się w szpitalu w Iwanowie. 16 grudnia 1943 w walce w rejonie miasta Horodok zastąpiła wyeliminowanego z walki dowódcę oddziału. 2 lipca 1944 podczas operacji połockiej ogniem z karabinu maszynowego odparła 13 kontrataków wroga, zabijając wielu niemieckich żołnierzy. 8 października 1944 podczas operacji memelskiej w Prusach Wschodnich w rejonie wsi Wojnuty zabiła niemieckiego snajpera, później żołnierza obsługującego karabin maszynowy i kolejnego żołnierza. W lipcu 1945 została zwolniona z armii, w 1946 ukończyła szkołę partyjną przy KC Komunistycznej Partii Litwy w Wilnie, po czym została sekretarzem gminnego komitetu partyjnego, a od lipca 1950 do września 1954 była sekretarzem rejonowego komitetu partyjnego. Później była starszym instruktorem w Zarządzie Spraw Rady Ministrów Litewskiej SRR, od stycznia 1955 do czerwca 1959 starszym instruktorem działu instruktorskiego Prezydium Rady Najwyższej Litewskiej SRR, a od lutego 1960 do października 1962 starszym inspektorem działu kadr zakładu biura konstruktorsko-technologicznego w Wilnie. Od 1946 do 1954 była deputowaną do Rady Najwyższej ZSRR 2 i 3 kadencji.

## Odznaczenia
- Order Rewolucji Październikowej (20 kwietnia 1971)
- Order Wojny Ojczyźnianej I klasy (11 marca 1985)
- Order Czerwonego Sztandaru Pracy (20 lipca 1950)
- Order Sławy I klasy (24 marca 1945)
- Order Sławy II klasy (26 sierpnia 1944)
- Order Sławy III klasy (3 stycznia 1944)
- Medal „Za Odwagę” (18 lipca 1943)
- Medal „Za pracowniczą dzielność” (1 października 1965)

I inne.